# José Ortega Munilla
José Ortega Munilla (Cárdenas, Cuba, 26 d'octubre de 1856 - 30 de desembre de 1922) va ser un escriptor i periodista espanyol, pare del filòsof José Ortega y Gasset.

## Biografia
Fill de José Ortega Zapata, originari de Valladolid, i de María del Pilar Munilla Urquiza, d'Extremadura. El pare era membre del Partit Moderat i exercia un càrrec important en l'administració colonial cubana, encara que la seva principal activitat era el periodisme. Nen encara, la família es va traslladar a Madrid, per la qual cosa el futur escriptor es va considerar sempre madrileny. Ortega Munilla va iniciar els seus estudis en els Seminaris de Conca i Girona, que va abandonar en esclatar la revolució de 1868 per iniciar els de dret. Aleshores era un jove inquiet que compartia l'esperit progressista de la Revolució. Va ser redactor de La Iberia, òrgan del partit de Práxedes Mateo Sagasta. Amb el seu amic Miguel Moya va fundar la revista literària La Linterna i va publicar també amb ell un periòdic taurí, El Chiclanero. Per la seva obra literària va formar part de la generació realista del 68, va combregar amb la filosofia positivista i els corrents krausistes i es va convertir en defensor del naturalisme en literatura. Va començar a redactar una secció, "Crònica setmanal", a Los Lunes de El Imparcial.
El 9 de juny de 1881 es va casar amb Dolores Gasset Chinchilla, filla del fundador d'El Imparcial, Eduardo Gasset y Artime. D'aquest matrimoni van néixer 4 fills: Eduardo, que va morir exiliat a Caracas al febrer de 1965; Rafaela, que va morir el 1940; Manuel, l'autor de la Biografia de El Imparcial, mort al setembre de 1965; i el més conegut, José Ortega y Gasset, el filòsof que va morir el 1955. Ortega Munilla va ser escollit membre de nombre de la Reial Acadèmia Espanyola el 1902, i va ingressar amb un discurs sobre Ramón de Campoamor; si bé va començar com a col·laborador del diari Los Lunes de El Imparcial, va passar a treballar en la secció literària del diari, el més prestigiós de la seva època i que havia estat fundat pel seu sogre, Eduardo Gasset, monàrquic liberal, i més tard va passar a dirigir-lo. Va ser un dels gestors del trust, i protector del diari El Sol, sotmès a la influència cultural del seu fill José Ortega y Gasset. Va convertir la seva cadena de premsa en el trampolí per als escriptors de la generació del 98 que començaven a obrir-se pas: Azorín, Pío Baroja i Valle-Inclán.

## Activitat Política
Va obtenir l'acta de diputat en el Congrés pel districte de Padrón (La Corunya) en les eleccions generals espanyoles de 1898, substituint el seu cunyat. Serà reelegit, ininterrompudament, pel mateix districte fins a les eleccions del 8 de maig de 1910 (un total de 7 convocatòries electorals).

## Obra
Com a periodista va destacar per un talent indiscutible per a l'humor, un estil solt i colorista i una agilitat narrativa que va conservar fins a la fi de la seva vida, quan el diari ABC li va obrir les seves columnes. Va començar la seva carrera de narrador des de la novel·la sentimental postromàntica. Va agrupar les seves novel·les de 1879 a 1884 amb el nom de Relaciones contemporáneas. Des dels anys 80 va escriure novel·la realista. S'adhereix al naturalisme a partir d' El fondo del tonel (1881-84), buscant els temes socials.
A Cleopatra Pérez (1884), la protagonista que presta el seu nom a la novel·la, amistançada del duc de Ripamilán, té un fill d'aquest noble: Valentín, abandonat i adoptat pel matrimoni Rubín. En morir el duc, llega al seu fill una fortuna, per la qual cosa Valentín torna amb la seva mare. Les circumstàncies enfosqueixen aquesta paternitat i Cleòpatra renega per segona vegada del seu fill, que mor de tristesa. Altres novel·les seves són La cigarra (1879), l'assumpte de la qual va continuar a Sor Lucila (1880); El fauno y la dríada (1882); Idilio lúgubre (1887) i La señorita de Cisniega (1918). També va eascriure les novel·les Don Juan Solo, Panza al trote, El tren directo i El paño pardo. Destacà en la narració breu amb peces com El yegüerizo, Fifina, Tremielga (1897) i El espejuelo de la gloria (1897). També va escriure llibres de viatges, com Viajes de un cronista (1892), Viñetas del Sardinero i Mares y montañas (1887). En teatre va compoar Estracilla (1918), que adaptava la seva novel·la del mateix títol publicada l'any anterior.